# Lollapalooza Chile 2022
Lollapalooza Chile 2022 fue la décima edición del festival musical en dicho país se llevó a cabo en el Parque Bicentenario de Cerrillos anteriormente se iba a llevar a cabo en el parque O'Higgins en el año 2020 de la ciudad de Santiago los días 27, 28 y 29 de marzo del mismo año.
Sin embargo debido a la pandemia de enfermedad por coronavirus se decidió posponer el evento para los días 27, 28 y 29 de noviembre del mismo año. Aun así, se volvió postergar para el año 2021 para los días 26, 27 y 28  de noviembre del mismo año debido a la crisis sanitaria a nivel mundial.
Finalmente el evento se llevó a cabo los días 18, 19 y 20 de marzo de 2022.

## Desarrollo
El 18 de julio de 2019 se confirmó la décima edición del festival para los días 27, 28 y 29 de marzo de 2020 en el Parque O'Higgins y casi 4 semanas después, el 12 de agosto, inició el proceso de venta de entradas. En las primeras 24 horas desde el inicio de venta de pases generales, se vendieron más de 50.000 entradas en sus distintos formatos (General, Lounge y Lounge Premium).
Casi tres meses después, el 10 de octubre, se anunció el lineup del Lollapalooza 2020, el cual tenía como headliners a Guns N' Roses, Travis Scott, The Strokes, Lana Del Rey, Martin Garrix y Gwen Stefani, además de otros artistas internacionales como Armin van Buuren, Vampire Weekend, Cage the Elephant, James Blake, The Lumineers, Brockhampton, Alan Walker, Illenium, Kacey Musgraves, A Day to Remember, Rex Orange County, Rita Ora, LP, Perry Farrell's Kind Heaven Orchestra, Charli XCX, King Princess, Hayley Kiyoko, City and Colour, Lauv, Jaden Smith, Denzel Curry, Miranda!, Kali Uchis, Mika, IDLES, Yungblud y Wallows. Mientras que entre los artistas nacionales destacaban Cami, Pánico, Beto Cuevas, Pablo Chill-E, Javiera Mena y Lucybell, entre otros.
Dos meses después, el 10 de diciembre, fue anunciado el lineup diario y comenzó la venta de pases por día con la distribución de artistas confirmada. Posteriormente, el 20 de febrero de 2020, se anunciaron los sideshows de esta edición del festival (comenzando la venta de entradas al día siguiente), los cuales correspondían a la estadounidense LP en el Teatro Caupolicán el domingo 29 de marzo, además de los shows en el Teatro La Cúpula —ubicado en las dependencias del mismo Parque O'Higgins— del venezolano Micro TDH el miércoles 25 del mismo mes, los también estadounidenses A Day to Remember el lunes 30 y a los nacionales de Pánico el miércoles 1 de abril. 
Algunos artistas del lineup original del 2020 terminaron presentándose en otras ediciones del festival, como fue el caso de The Strokes, Martin Garrix, Alan Walker, A Day to Remember, LP e IDLES en 2022 o el de Armin van Buuren, Kali Uchis, Yungblud y Wallows en 2023, mientras que otros también se presentaron posteriormente en el país pero en instancias ajenas al Lollapalooza, como Guns N' Roses en el Estadio Nacional en 2022, Travis Scott con Charlie XCX en el Primavera Sound del mismo año, The Lumineers en el Teatro Caupolicán en 2023 o City and Colour en el Teatro Coliseo en 2024.

## Lineup
El 13 de diciembre se lanzó el lineup que tiene como principales atracciones a Foo Fighters, The Strokes, Miley Cyrus, Martin Garrix y Doja Cat. El 2 de marzo se confirmaron los horarios para las tres jornadas, el mismo día se confirmó la baja de Phoebe Bridgers. Además, Jane's Addiction se debió bajar por un caso de COVID-19 en uno de sus integrantes.
| Viernes 18 de marzo | Viernes 18 de marzo  | Viernes 18 de marzo | Viernes 18 de marzo            | Viernes 18 de marzo | Viernes 18 de marzo | Viernes 18 de marzo        | Viernes 18 de marzo |
| VTR Stage           | Banco de Chile Stage | Axe Stage           | Perry's Stage by VTR           | Lotus Stage         | Kidzapalooza        | Aldea Verde Stage by Engie | MIX Stage           |
| ------------------- | -------------------- | ------------------- | ------------------------------ | ------------------- | ------------------- | -------------------------- | ------------------- |
| Foo Fighters        | Martin Garrix        | Justin Quiles       | Kaytranada                     | Camila Moreno       | School of Rock      | Saiko                      | DVGT                |
| Jhay Cortez         | Cultura Profética    | Alexisonfire        | Channel Tres                   | Paula Cendejas      | Los Fi              | Francisco Victoria         | Calle y Miel        |
| IDLES               | Marky Ramone         | Alessia Cara        | Polimá WestCoast & Galee Galee | Totó la Momposina   | Banda Porota        | Temple Agents              | Altafonte Bocho     |
| The Wombats         | Bocho                | Remi Wolf           | Trueno                         | Dulce y Agraz       | Cuenta Cartón       | Antónima                   | Mixers Electrónica  |
| The Alive           | Flor de Rap          | Fernando Milagros   | Harry Nach                     | Delic               |                     |                            |                     |
|                     |                      |                     | Pabllo Vittar                  |                     |                     |                            |                     |
|                     |                      |                     | Kidd Tetoon                    |                     |                     |                            |                     |

| Sábado 19 de marzo       | Sábado 19 de marzo   | Sábado 19 de marzo | Sábado 19 de marzo   | Sábado 19 de marzo | Sábado 19 de marzo | Sábado 19 de marzo         | Sábado 19 de marzo |
| VTR Stage                | Banco de Chile Stage | Axe Stage          | Perry's Stage by VTR | Lotus Stage        | Kidzapalooza       | Aldea Verde Stage by Engie | MIX Stage          |
| ------------------------ | -------------------- | ------------------ | -------------------- | ------------------ | ------------------ | -------------------------- | ------------------ |
| Miley Cyrus              | A$AP Rocky           | Tiago PZK          | Alesso               | Javiera Mena       | Peppa Pig          | Pascuala Ilabaca y Fauna   | Da'Huk             |
| Cami                     | A Day to Remember    | Marina             | Deorro               | Pedropiedra        | Los Pulentos       | Yorka                      | Mixers Urbanos     |
| Turnstile                | Tai Verdes           | Beto Cuevas        | Goldfish             | Rubio              | Los Frutantes      | Red Bull Batalla de Gallos | Club de la Nada    |
| Javiera y los Imposibles | Rawayana             | Bbs Paranoicos     | Pablo Chill-E        | Hoppo!             | Daboom             | Catana                     | Rubalá             |
| Tiro de Gracia           | Soul de Lua          | Slowkiss           | Ceaese               | Soulfia            |                    | Liz Santibáñez             | Seos               |
|                          |                      |                    | Boombox Cartel       |                    |                    |                            |                    |
|                          |                      |                    | Jesse Báez           |                    |                    |                            |                    |
|                          |                      |                    | Jotape Psycho        |                    |                    |                            |                    |

| Domingo 20 de marzo | Domingo 20 de marzo  | Domingo 20 de marzo | Domingo 20 de marzo  | Domingo 20 de marzo       | Domingo 20 de marzo | Domingo 20 de marzo        | Domingo 20 de marzo |
| VTR Stage           | Banco de Chile Stage | Axe Stage           | Perry's Stage by VTR | Lotus Stage               | Kidzapalooza        | Aldea Verde Stage by Engie | MIX Stage           |
| ------------------- | -------------------- | ------------------- | -------------------- | ------------------------- | ------------------- | -------------------------- | ------------------- |
| The Strokes         | Doja Cat             | Jack Harlow         | Alan Walker          | Inti Histórico Quilapayún | School of Rock      | Golden Dawn Arkestra       | Dinamiza            |
| Machine Gun Kelly   | Nicki Nicole         | Two Feet            | Chris Lake           | Lucybell                  | Astropoetas         | BMF Squad                  | Altafonte Yorka     |
| LP                  | Jxdn                 | Kehlani             | Ashnikko             | C-Funk                    | Jean Paul Olhaberry | Silvestre y la Naranja     | Impar3s             |
| Stefan Kramer       | Mariel Mariel        | 070 Shake           | Alok                 | Bitman                    | Los Patapelá        | Nakeye                     |                     |
| Drefquila           | Micro TDH            | Marc Seguí          | Marcianeke           | Girl Ultra                | Kalfu               |                            |                     |
|                     |                      | Cimafunk            | Princesa Alba        |                           |                     |                            |                     |
|                     |                      |                     | Power Peralta        |                           |                     |                            |                     |
|                     |                      |                     | Ghetto Kids          |                           |                     |                            |                     |

## Controversias

### Cambio de ubicación
El 17 de noviembre de 2021 los concejales de la comuna de Santiago encabezada por la alcaldesa de la misma comuna Irací Hassler se opusieron al realizar el evento en el Parque O' Higgins y anuncio mediante una consulta ciudadana. Finalmente, la productora Lotus anunciaron que el evento no se realizará en Parque O' Higgins después de casi 10 años de realizarse el evento en dicho sector. El 13 de diciembre de 2021 se anunció que el evento se trasladará al Parque Bicentenario de Cerrillos en la misma comuna.